# Enrique Fernández Arbós
Pour les articles homonymes, voir Enrique Fernández et Arbos (homonymie).
Enrique Fernández Arbós (né à Madrid le 24 décembre 1863 et mort à Saint-Sébastien le 2 juin 1939) est un violoniste, chef d'orchestre et compositeur espagnol. 

## Biographie
Il se forme au Real Conservatorio de Madrid avec Jesús de Monasterio, avec qui il établit une relation étroite. En 1876, il remporte le premier prix de violon du Conservatoire. Ayant obtenu une bourse de l'infante Isabel de Borbón y Borbón, il se rend en 1877 à Bruxelles, où il poursuit des études de perfectionnement et de virtuosité avec Henri Vieuxtemps, ainsi que de composition avec Maurice Kufferath et François-Auguste Gevaert. Il rencontre Isaac Albéniz, dont il réalisera l'orchestration de la suite Iberia. En 1879, il obtient le premier prix et la médaille d'or de la classe de violon et la mention honorifique dans la classe de composition.

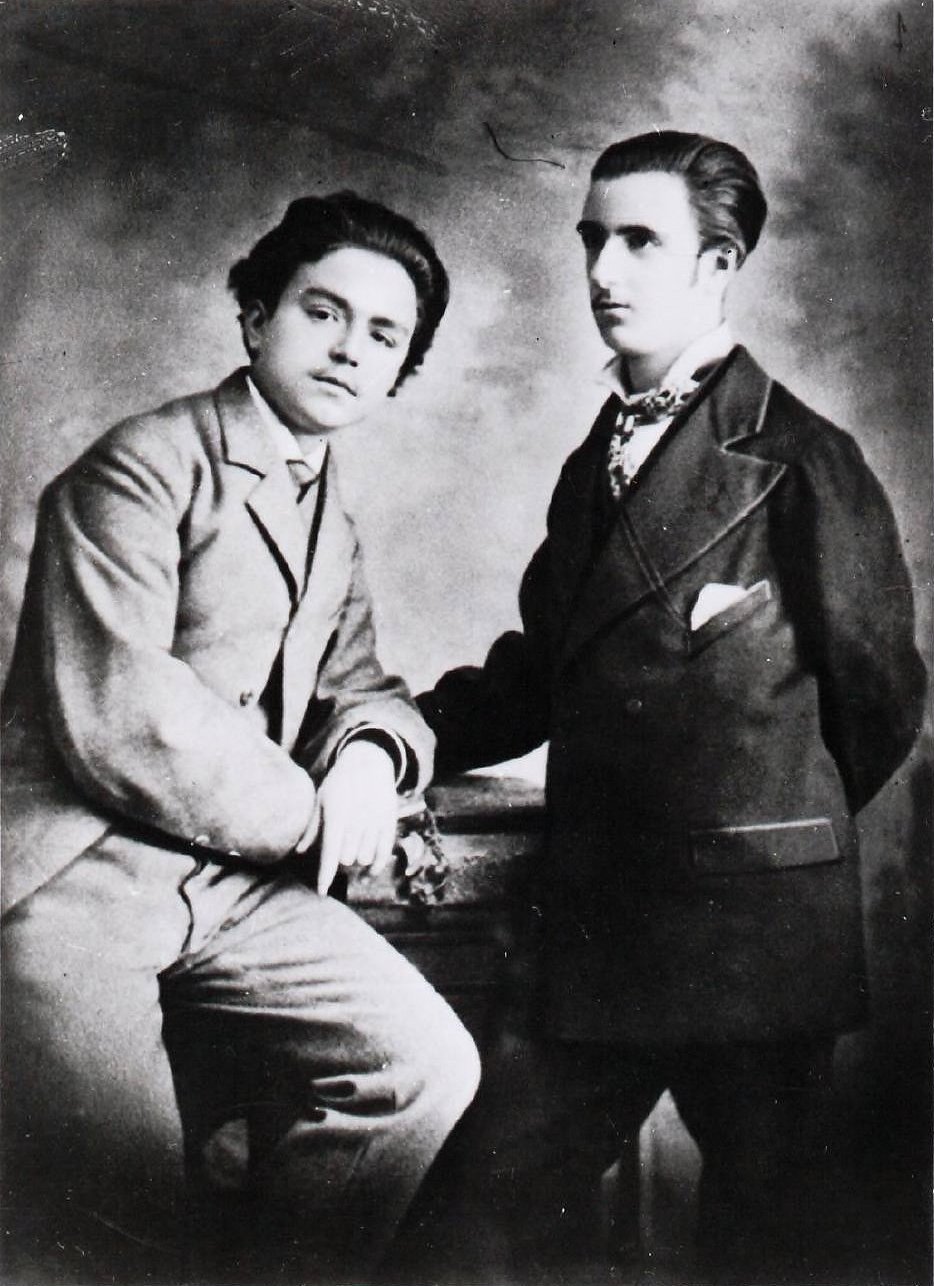
Isaac Albéniz et Enrique Fernández Arbós vers 1889

En 1880, il s'établit à Berlin pour étudier avec Joseph Joachim. Il débute avec l'Orchestre philharmonique de Berlin, dont il est premier violon pendant plusieurs années. Il effectue de nombreuses tournées comme soliste en France, en Espagne, au Royaume-Uni et aux États-Unis. En 1888, il retourne à Madrid comme soliste de l'orchestre de la Sociedad de Conciertos de Madrid que dirige Tomás Bretón et il fonde l'année suivante la Sociedad de Música de Cámara. Enseignant au conservatoire de Madrid et à celui de Hambourg en 1894, il est nommé professeur de violon au Royal College of Music à Londres, place qu'il occupe jusqu'en 1916. Il occupe ensuite le poste de professeur de violon du conservatoire de Madrid. Pendant cette période, il déploie une intense activité de concertiste, tant comme soliste que comme membre du quatuor qu'il forme avec Isaac Albéniz, Rafael Gálvez et Agustín Rubio.
En 1903, il est nommé premier violon de l'Orchestre symphonique de Boston et en 1904 chef d'orchestre du Gran Casino de San Sebastián. La même année, il dirige l'Orchestre symphonique de Madrid, dont il est le premier chef titulaire. Avec cette formation, il effectue des tournées en Espagne, en Europe et en Amérique et se fait une réputation internationale comme chef d'orchestre. Mais il n'abandonne pas son travail de concertiste et constitue le Quartuor Arbós avec la participation, entre autres, de Julio Francés, le pianiste portugais José Vianna da Motta et le violoncelliste Juan Ruiz Casaux. Il dirige également l'Orchestre symphonique de Boston pendant une saison. En 1905, il fonde la société de concerts The Concert Club à Londres. Son activité internationale comme chef d'orchestre se poursuit avec des concerts à Paris, Rome, Moscou, Budapest, Bordeaux, Lisbonne, Winterthour, Cleveland, New York. 
Enrique Fernández Arbós est l'un des principaux représentants de l'école espagnole de violon.

## Principales compositions
Musique de chambre
- Tres piezas originales al estilo español op. 1: Bolero, Habanera et Seguidillas gitanas, pour un groupe de chambre (piano, violon et violoncelle)
- Tango op. 2
- Seis rimas de Gustavo Adolfo Bécquer
- Cuatro canciones para la marquesa de Bolaños
- Pieza de concurso

Musique d'orchestre
- Pequeña suite española, pour orchestre
- Tres piezas, pour violon et orchestre

Zarzuelas
- El centro de la tierra (1895), voyage comico-lyrique en deux actes avec un livret de Celso Lucio y Ricardo Monasterio

Orchestration
- Suite Iberia, d'Isaac Albéniz